# L'Orage (Gary)
 (janvier 2018).
Si vous disposez d'ouvrages ou d'articles de référence ou si vous connaissez des sites web de qualité traitant du thème abordé ici, merci de compléter l'article en donnant les références utiles à sa vérifiabilité et en les liant à la section « Notes et références ».
Pour les articles homonymes, voir L'Orage.
L'Orage est une nouvelle de Romain Gary publiée le 15 février 1935 dans le journal hebdomadaire Gringoire.

## Résumé
Le docteur Partolle et sa femme Hélène vivent sur une île du Pacifique. Il fait une chaleur de plomb, une tempête est annoncée, mais il semble qu'elle ne viendra jamais. Personne ne leur rend visite sur cette île isolée, jamais. Alors, lorsqu'un bateau atteint leur côte, c'est un événement extraordinaire. Un homme rude, Pêche, est venu d'une île lointaine pour voir Partolle pour une affaire importante. Le docteur est absent et Hélène accueille Pêche, qui est immédiatement attiré par elle. Il manque de la harceler, mais s'arrête brusquement. Pourquoi ? Pourquoi est-il venu ? Pourquoi s'est-il arrêté ?